# Иван Мавров
Иван Мавров (26 декември 1886, Хасково - 18 май 1951, София) е строителен инженер, хидротехник, организатор в българското водно строителство.
Получава образование в Германия през 1910 г. Работи в държавно ведомство по водно дело в България.
Като артилерийски офицер в Балканската и в Първата световна война изобретява ефективно средство за откриване разположението на неприятелската артилерия чрез засичане със звукови вълни.
Сред създателите е на Закона за водните синдикати през 1920 г. През същата година е сред авторите на Общата държавна програма по водите.
Изработва първите проекти за водоснабдяване на Хасково и Плевен, а също така и за строителство на ВЕЦ. Допринася за опазването и оползотворяването на водите в Западните Родопи. Автор на първата схема за Баташки водносилов път.